# Strada europea E94
La E94 è una strada europea che collega Corinto ad Atene. Come si evince dalla numerazione, si tratta di una strada intermedia con direzione ovest-est.

## Percorso
La E94 è definita con i seguenti capisaldi di itinerario: "Corinto - Atene".